# Loulon
Loulon (in greco Λοῦλον?), nota in arabo come Lu'lu'a (in arabo لولوة‎?), è stata una fortezza nei pressi dell'odierno villaggio di Hasangazi in Turchia.
Il sito era strategicamente importante in quanto il suo possesso consentiva di controllare l'uscita settentrionale delle Porte della Cilicia. Tra l'VIII e il IX secolo era situata sulla frontiera tra l'Impero bizantino e il Califfato arabo ed ebbe un ruolo importante nelle guerre arabo-bizantine dell'epoca, passando di mano diverse volte.

## Sito
Lo studioso scozzese W. M. Ramsay identificò la fortezza con il forte sulla collina ripida alta 300 metri a occidente dell'odierno villaggio di Porsuk nella valle di Çakit, ma gli studiosi moderni la identificano con la collina rocciosa alta 2 100 metri all'incirca a 13 km a nord di Porsuk, giacente tra i villaggi odierni di Çanakçi e Gedelli. L'identificazione si basa sulle rovine di mura circondanti una zona di 40 x 60 metri e su tracce di baracche e cisterne sulla sommità risalenti al IX-XII secolo, oltre alla vista perfetta del Monte Hasan, che viene comunemente identificato con il Monte Argaios, il secondo della linea di fuochi di segnalazione che collegavano Loulon con la capitale bizantina Costantinopoli.

## Storia
Sembrerebbe che Loulon fosse stata colonizzata dai cittadini della città limitrofa di Faustinopolis (in origine chiamata Halala), che fu apparentemente abbandonata nel corso delle prime incursioni islamiche in Asia Minore. Ramsay e altri autori assunsero che il nome medievale "Loulon" derivasse dall'antico nome di Faustinopolis, ma la storiografia più recente attribuisce la sua origine al nome ittita "Lolas" dato alla catena montuosa locale.
Loulon faceva parte dei numerosi forti dello stesso tipo situati su ambedue i lati della catena del Tauro–Antitauro, lungo la quale correva la frontiera tra Bisanzio e il Califfato, ma aveva una particolare importanza strategica durante le lunghe guerre arabo-bizantine in quanto il suo possesso consentiva di controllare l'uscita settentrionale delle Porte della Cilicia e la strada importante che collegava la città bizantina di Tyana con la città controllata dagli Arabi di Tarso in Cilicia. Inoltre, aveva anche la funzione di proteggere le miniere della zona, che venivano sfruttate per la coniazione di monete e la produzione di armi. Per gli scrittori bizantini, Loulon era particolarmente rinomata per essere la più meridionale di una linea di nove fuochi di segnalazione che attraversavano l'Asia Minore e spedivano messaggi dalla frontiera a Costantinopoli. Il sistema fu progettato da Leone il Matematico sotto l'imperatore Teofilo (che regnò nel periodo 829–842): due orologi identici furono montati a Loulon e sul faro del Gran Palazzo di Costantinopoli, mediante i quali venivano mandati messaggi. Le fonti bizantine riportano che Michele III (r. 842–867) soppresse il sistema per un motivo frivolo, ma si tratta probabilmente di un racconto inventato a fini denigratori da scrittori più tardi, che mostravano simpatie nei confronti della successiva dinastia macedone. Gli autori arabi conoscevano la fortezza con il nome di Lu'lu'a, ma essa viene anche identificata dai ricercatori moderni con Hisn al-Saqaliba delle fonti arabe, la "Fortezza degli Slavi", probabilmente un riferimento a una guarnigione di Slavi—che disertavano spesso le file bizantine—insediata ivi dai Califfi.
Secondo gli storici arabi, Loulon fu espugnata dal Califfo abbaside Hārūn al-Rashīd (r. 785–809). La data fornita dalle fonti è l'805, ma secondo Ramsay, il fatto che dopo il 782—prima dell'inizio del regno di Harun—gli Arabi fossero stati in grado di attraversare le Porte della Cilicia indisturbati potrebbe implicare che la fortezza fosse già in mano loro. La fortezza fu recuperata dai Bizantini qualche tempo dopo l'811, ma nel settembre 832 la sua guarnigione si arrese al Califfo Al-Maʾmūn (r. 813–833) dopo un assedio prolungato. Verso la fine dell'859, l'imperatore Michele III tentò di corrompere la guarnigione del forte, lasciata senza paga dal Califfo, affinché gli consegnassero Loulon. La guarnigione sembrava inizialmente disposta ad accettare, ma quando l'imperatore inviò uno dei suoi ufficiali per prendere possesso della fortezza nel marzo 860, quest'ultimo fu preso prigioniero e consegnato al Califfo. Fu solo nell'878, sotto l'imperatore Basilio I il Macedone (r. 867–886), che Loulon fu definitivamente ripresa dai Bizantini, quando ancora una volta la guarnigione rimase senza paga, in quanto il governatore arabo di Tarso, Urkhuz, si era appropriato indebitamente del denaro destinato a pagarli. A partire da quel momento rimase in mani bizantine fino alla conquista di gran parte dell'Asia Minore da parte dei Turchi Selgiuchidi.
Tra il 1216 e il 1218, il sultano selgiuchide Kaykaus I sottrasse la città al Regno armeno di Cilicia. I Selgiuchidi rafforzarono le sue fortificazioni e la resero una importante stazione di posta sulla strada tra Sis e Kayseri. A causa dei ricchi depositi d'argento della regione, la città divenne una zecca importante nella seconda metà del XIII secolo. Sia il Selgiuchidi di Rûm sia gli Ilkhanidi emisero monete d'argento nella città a nome della zecca di Lu'lu'a.
La fortezza ebbe un ruolo nei conflitti tra l'Impero ottomano e i Mamelucchi d'Egitto verso la fine del XV secolo, allorquando la frontiera tra i due imperi correva lungo il Tauro, analogamente al vecchio confine tra Arabi e Bizantini: Lu'lu'a fungeva da avamposto avanzato ottomano, mentre la fortezza di Gülek fungeva da avamposto avanzato mamelucco sull'altro altro lato del confine.